# Geonatura Kielce
Geonatura Kielce (dawniej Geopark Kielce) – park edukacyjny położony na terenie Kielc. Placówka jest miejską jednostką organizacyjną. 
Obiekt znajduje się na Świętokrzyskim Szlaku Archeo-Geologicznym.
Placówka została powołana na mocy uchwały Rady Miejskiej w Kielcach nr XV/268/2003 z dnia 18 września 2003 roku w sprawie  utworzenia  jednostki  budżetowej pod nazwą „Centrum Geoedukacji Kielce”. Zgodnie z treścią uchwały, zadaniem jednostki „jest tworzenie warunków dla rozwoju Miasta Kielce jako ośrodka turystycznego przez propagowanie jego walorów geologicznych w szczególności  rezerwatów  Wietrzni, Kadzielni  i Ślichowic”. Następnie jego nazwa została zmieniona na „Geopark Kielce”. Zmiana ta została podyktowana rozszerzeniem zakresem dotychczasowej działalności: oprócz edukacyjnej również o sportową, turystyczną i promocyjną.
18 marca 2021 r. podczas sesji Rady Miasta Kielce została przyjęta uchwała o zmianie nazwy Geoparku Kielce na Geonatura Kielce. Było to związane z wytycznymi Światowa Sieć Geoparków dla Geopark Świętokrzyski i dwóch kolidujących, ze sobą nazw geopark na jednym obszarze.
Aktualnie w ramach Geonatury Kielce działają następujące obiekty:
- Centrum Geoedukacji (ul. Daleszycka 21),
- Amfiteatr Kadzielnia (Al. Legionów)
- Ogród Botaniczny (rejon ulic: Karczówkowskiej i Jagiellońskiej),
- Ośrodek Pracy Twórczej Wietrznia (ul. Wojska Polskiego 105),
- Rezerwaty przyrody:
  - Park Kadzielnia z Rezerwatem przyrody Kadzielnia,
  - rezerwat przyrody Ślichowice,
  - Rezerwat przyrody Wietrznia,
- Podziemna Trasa Turystyczna (ul. Krakowska).

Geonatura uzyskała następujące nagrody i wyróżnienia: certyfikat „Najwyższa Jakość Quality International” (2004), nagrodę Marszałka Województwa Świętokrzyskiego „Wędrowiec” (2012) oraz Nagrodę „Idol - Firma Przyjazna Niewidomym” (2013).
W 2023 Geonatura otrzymała Odznakę Honorową Województwa Świętokrzyskiego.

## Obiekty Geonatury

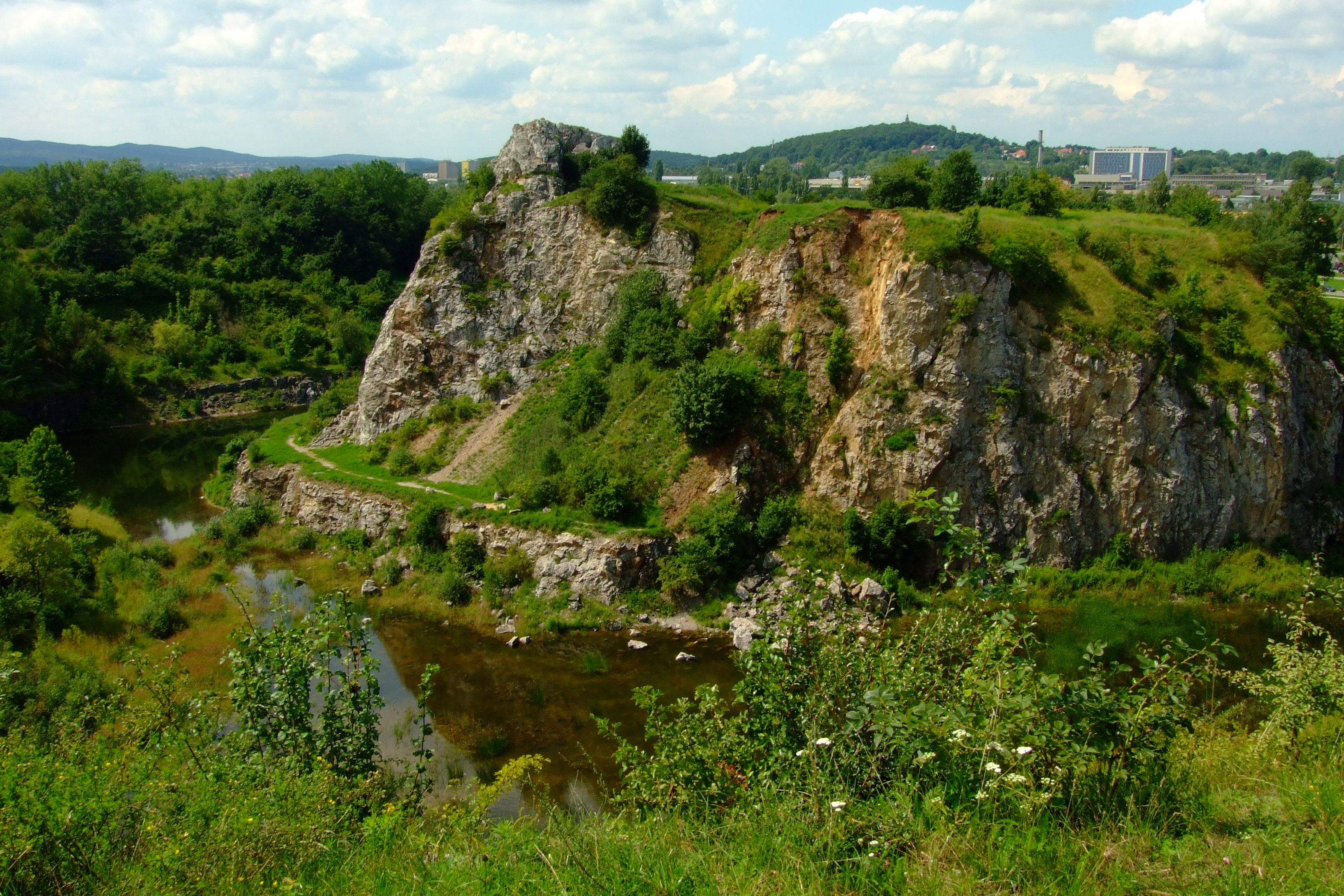
Park i rezerwat Kadzielnia
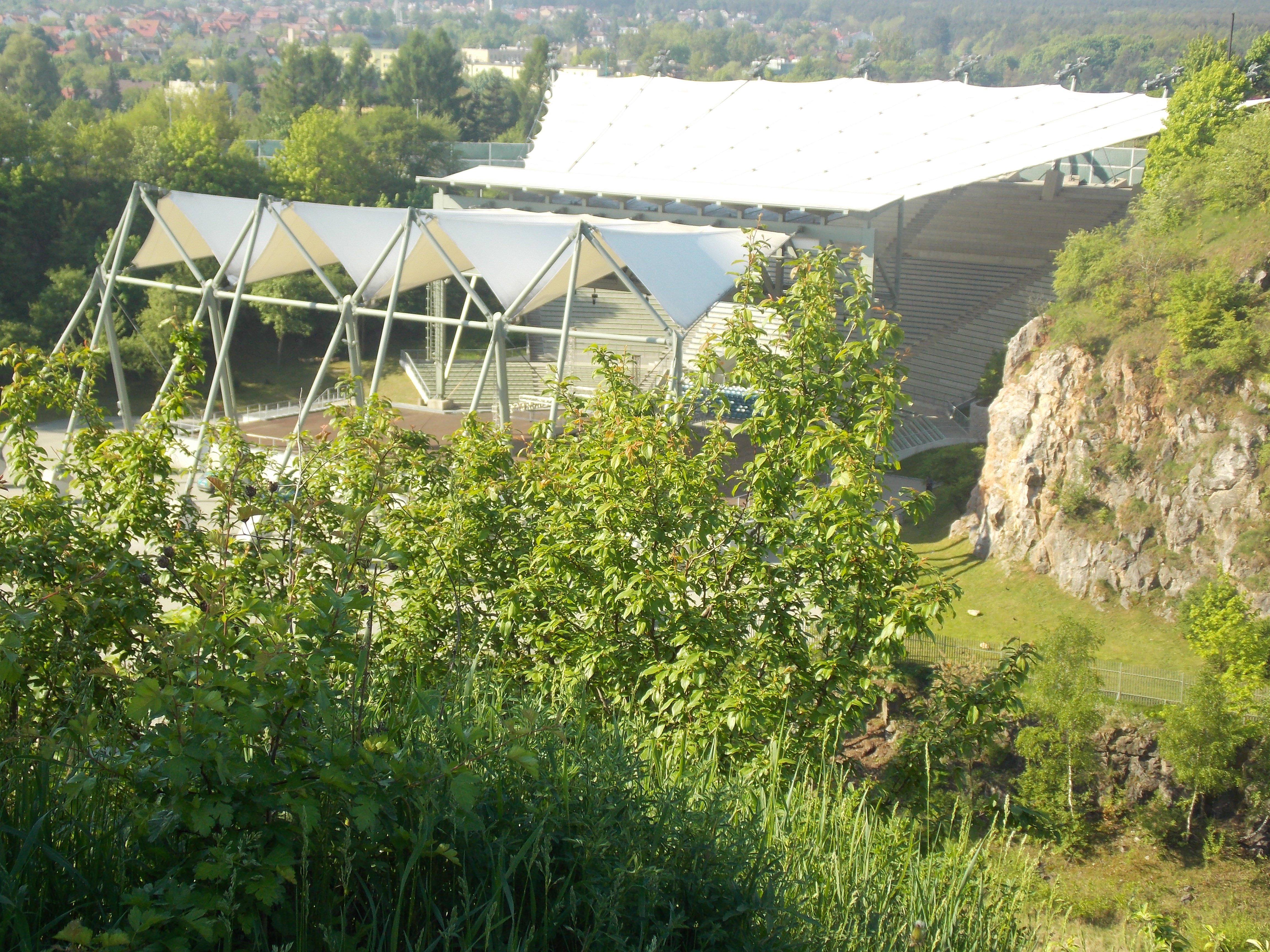
Amfiteatr Kadzielnia
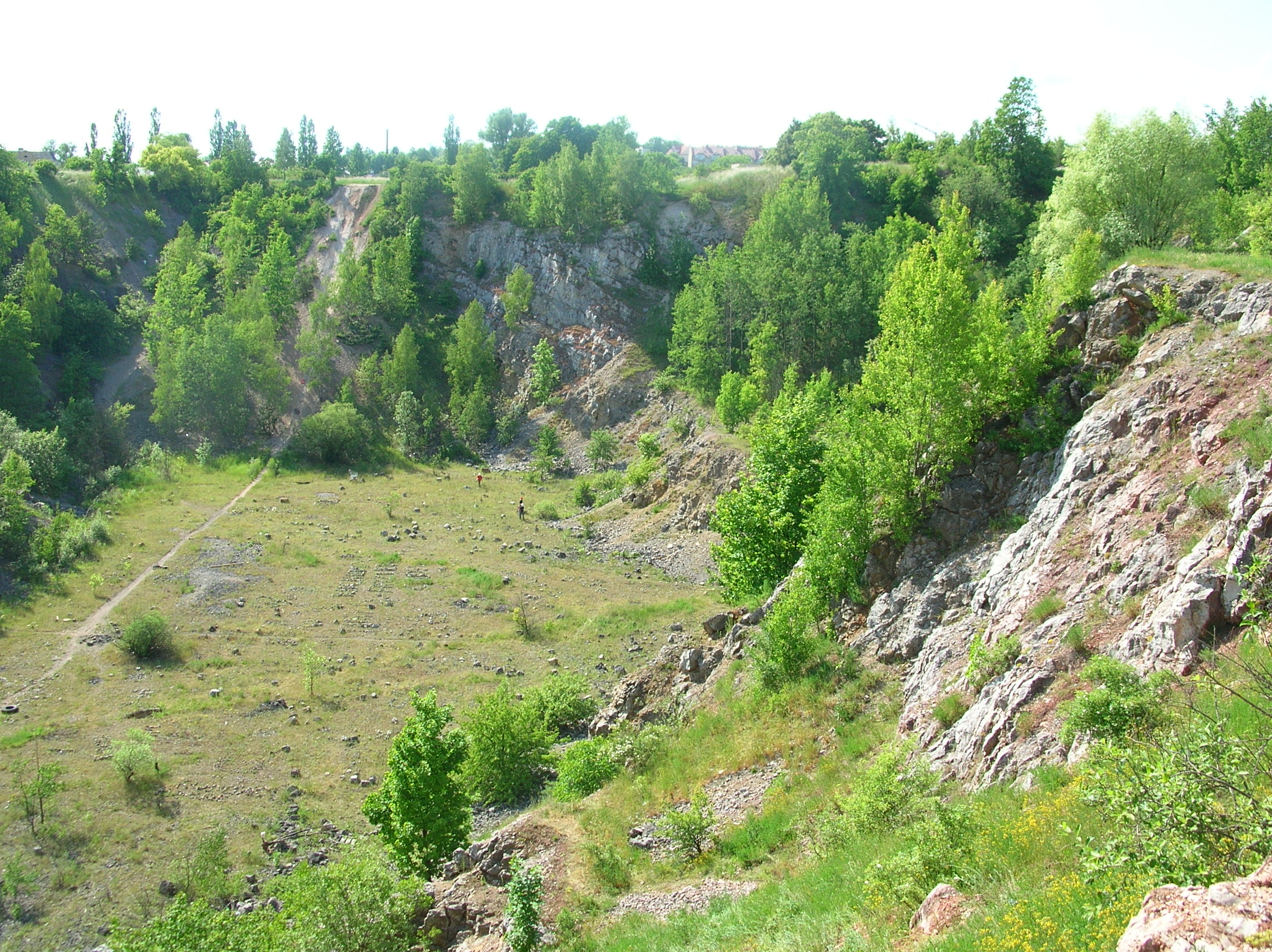
Rezerwat Wietrznia
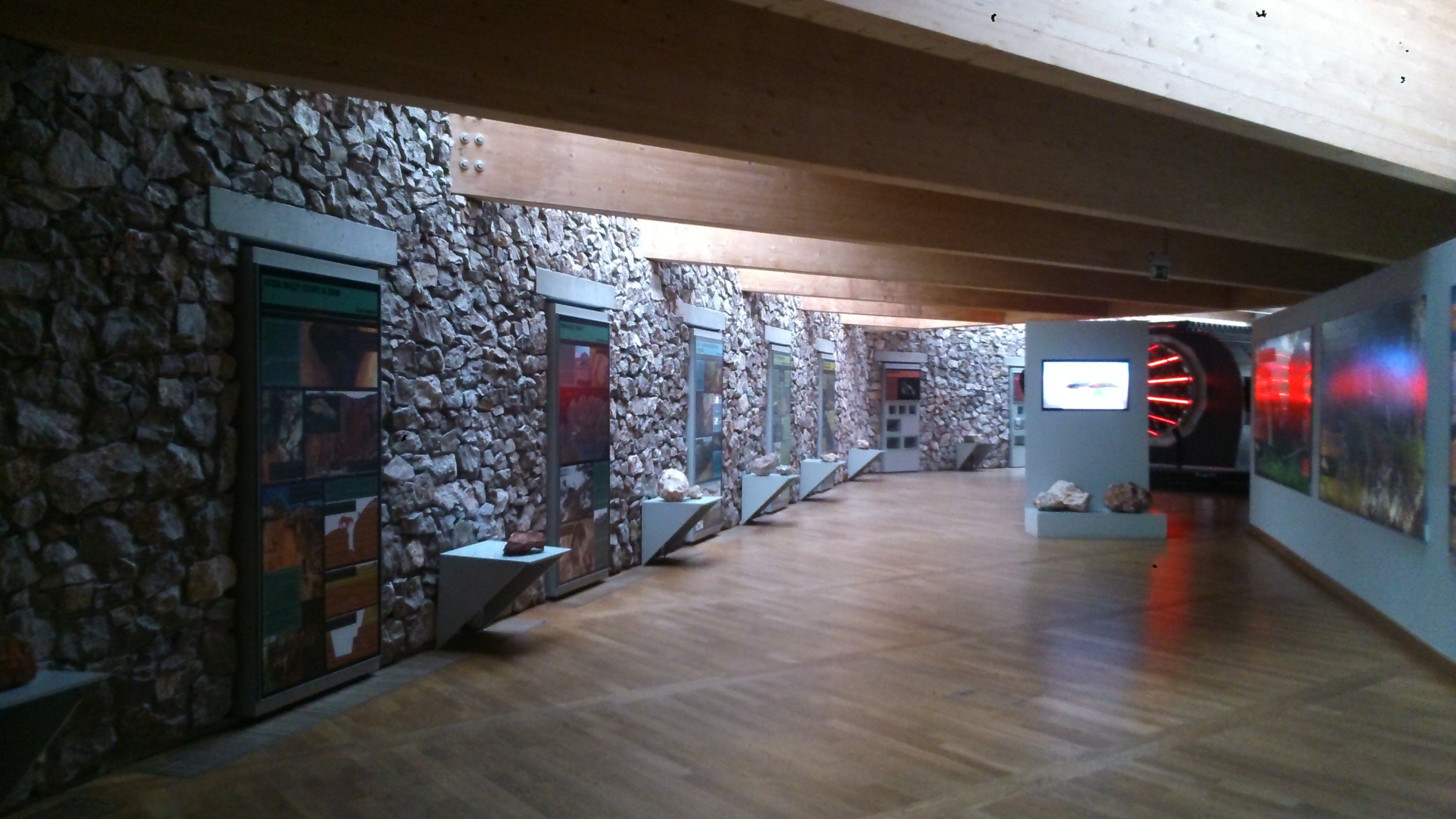
Centrum Geoedukacji
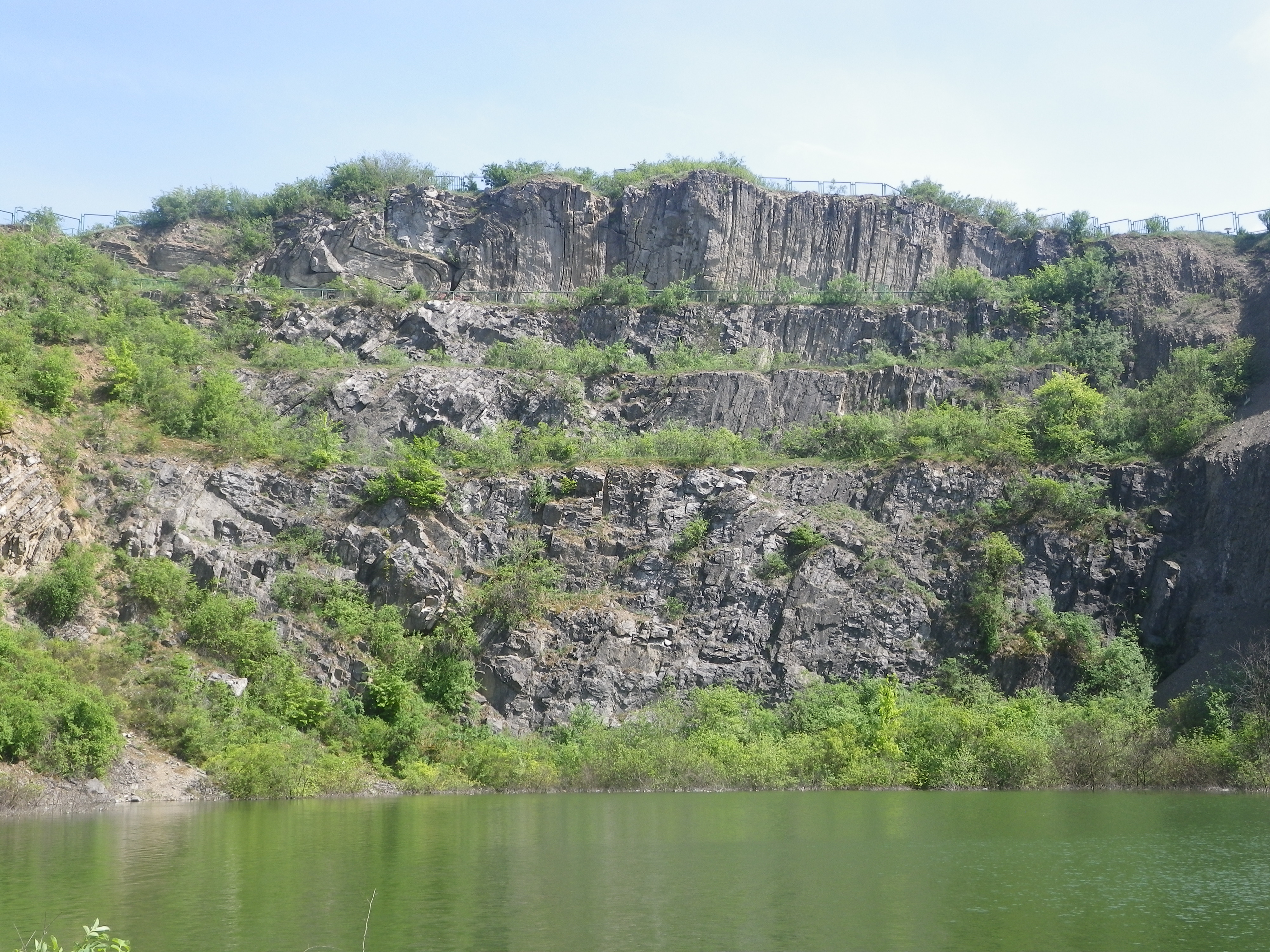
Rezerwat skalny im. Jana Czarnockiego na Ślichowicach
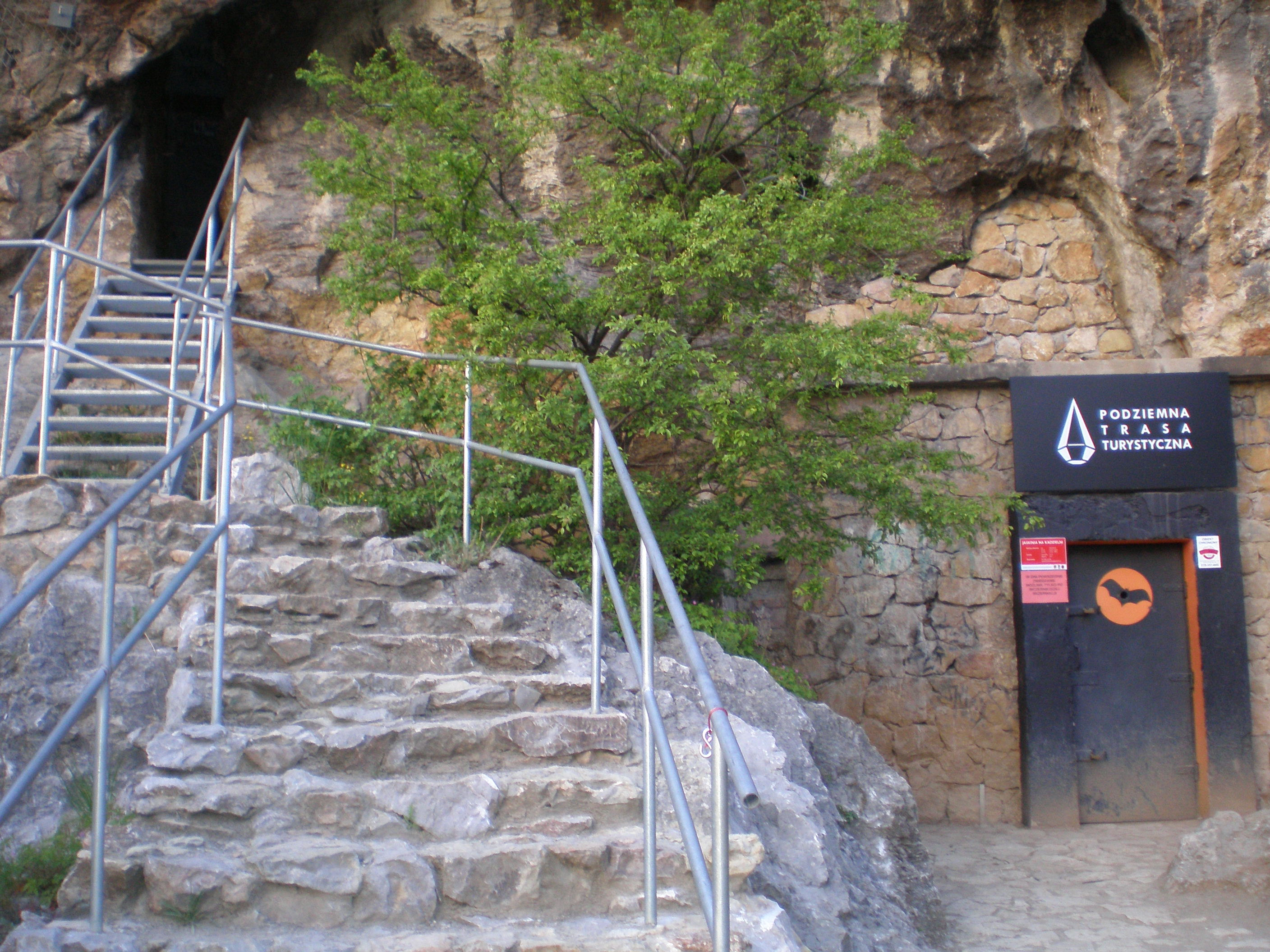
Podziemna Trasa Turystyczna